# Psykisk Testbild
Meshuggah to debiutancki minialbum grupy Meshuggah znany również pod nazwą Psykisk Testbild (wymowa angielska: „see-kisk test-build”). Wszystkie 3 utwory pojawiły się na składance Rare Trax. Album ukazał się jako 12-calowa płyta winylowa w nakładzie 1000 sztuk. Jest to jedyny album na którym można usłyszeć perkusistę Niclasa Lundgrena zastąpionego później przez Tomasa Haake.

## Lista utworów
Opracowano na podstawie materiału źródłowego.
1. „Cadaverous Mastication” – 7:51
2. „Sovereigns Morbidity” – 4:31
3. „The Debt of Nature” – 7:20

## Twórcy
Opracowano na podstawie materiału źródłowego.
- Jens Kidman – główny wokal, gitara rytmiczna
- Niclas Lundgren – perkusja
- Peter Nordin – gitara basowa
- Fredrik Thordendal – gitara prowadząca, wokal